# Marcus Lycklama à Nijeholt

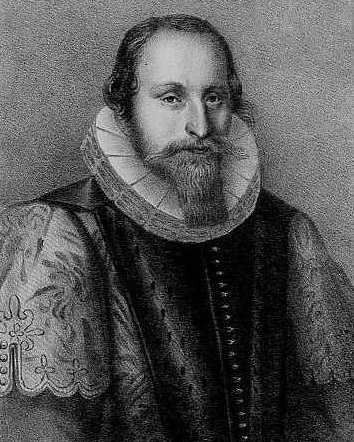
Porträt von vor 1625

Marcus Lycklama à Nijeholt (auch Lyclama van Nyeholt; * 17. Januar 1573; † 9. August 1625) war ein friesischer Junker, Jurist und Diplomat.

## Leben
Lycklama à Nijeholt war der Sohn des Ratsherren Meine Lyckles und stammt aus der Familie Lycklama à Nijeholt. Er erhielt in Leeuwarden seine erste Bildung. Ab 1593 war er an der Universität Franeker eingeschrieben. Sein Studium der Rechtswissenschaft setzte er ab dem 19. Juni 1596 an der Universität Heidelberg fort. Er wurde zum Doktor der Rechte promoviert und ließ sich 1597 in Leeuwarden als Rechtsanwalt nieder. Am 24. Mai 1604 wurde er Professor der Pandekten an der Universität Franeker, 1605 Rektor der Universität und nachdem er 1610 auf seine Professur verzichtete, in diesem Jahr Kurator der Hochschule.
Lycklama à Nijeholt war von 1610 bis 1624 Gerichtsmann von Ooststellingwerf sowie von 1624 an Gerichtsmann von Weststellingwerf. Er war Mitglied der Generalstaaten und mehrmals Gesandter bei diplomatischen Verhandlungen der Niederlande. Als 1620 ein Bündnis mit der Republik Venedig geschlossen wurde, erhielt er für seine Verdienste die Ernennung zum Ritter des Ordens vom Heiligen Markus. Auch war er Gesandter beim dänischen Königshaus.

## Werke (Auswahl)
- Sermo forensis de heredis institutione in legitima, et re certa ad Ant. Fabrum, Franeker 1612.
- Oratio de professore juris, Franeker 1616.
- Benedictorum Libri IV, Elzevir, Leiden 1617.
- Membranae, 2 Bände, Breitmann, Jena 1624.